# Anulocaulis
Anulocaulis é um género botânico pertencente à família Nyctaginaceae.

## Espécies
- Anulocaulis annulatus
- Anulocaulis eriosolenus
- Anulocaulis leiosolenus
- Anulocaulis reflexus